# Brisbane International 2011
Il Brisbane International 2011 è stato un torneo professionistico di tennis giocato sul cemento. È stata la 3ª edizione dell'evento conosciuto come Brisbane International. Il torneo faceva parte dell'ATP World Tour 250 series nell'ambito dell'ATP World Tour 2011 per gli uomini, e della categoria International del WTA Tour 2011 per le donne. Sia il torneo maschile che quello femminile si sono svolti nell'impianto Tennyson Tennis Centre di Brisbane, nella regione del Queensland in Australia, dal 2 al 9 gennaio 2011.

## Partecipanti ATP

### Teste di serie
| Nazionalità | Giocatore         | Ranking | Testa di serie* |
| ----------- | ----------------- | ------- | --------------- |
| Svezia      | Robin Söderling   | 5       | 1               |
| Stati Uniti | Andy Roddick      | 8       | 2               |
| Spagna      | Fernando Verdasco | 9       | 3               |
| Stati Uniti | Mardy Fish        | 16      | 4               |
| Cipro       | Marcos Baghdatis  | 20      | 5               |
| Spagna      | Feliciano López   | 32      | 6               |
| Germania    | Florian Mayer     | 37      | 7               |
| Uzbekistan  | Denis Istomin     | 40      | 8               |

* Le teste di serie sono basate sul ranking al 27 dicembre 2010.

### Altri partecipanti
I seguenti giocatori hanno ricevuto una wildcard per il tabellone principale:
- John Millman
- Marinko Matosevic
- Bernard Tomić

I seguenti giocatori sono passati dalle qualificazioni:

- Ričardas Berankis
- Matthew Ebden
- Ryan Harrison
- Adrian Mannarino

## Partecipanti WTA

### Teste di serie
| Nazionalità | Giocatrice               | Ranking | Testa di serie* |
| ----------- | ------------------------ | ------- | --------------- |
| Australia   | Samantha Stosur          | 6       | 1               |
| Israele     | Shahar Peer              | 13      | 2               |
| Russia      | Nadia Petrova            | 15      | 3               |
| Francia     | Marion Bartoli           | 16      | 4               |
| Russia      | Anastasija Pavljučenkova | 21      | 5               |
| Italia      | Flavia Pennetta          | 24      | 6               |
| Russia      | Alisa Klejbanova         | 25      | 7               |
| Romania     | Alexandra Dulgheru       | 29      | 8               |

* Le teste di serie sono basate sul ranking al 27 dicembre 2010.

### Altre partecipanti
Le seguenti giocatrici hanno ricevuto una wildcard per il tabellone principale:
- Jelena Dokić
- Sophie Ferguson
- Sally Peers

Le seguenti giocatrici sono passate dalle qualificazioni:

- Lucie Hradecká
- Vania King
- Anastasija Pivovarova
- Anna Tatišvili
- Ksenija Pervak (lucky loser)

## Campioni

### Singolare maschile
Robin Söderling ha battuto in finale  Andy Roddick per 6-3, 7-5.
- È il 1º titolo dell'anno per Söderling, il 7° della sua carriera.

### Singolare femminile
Petra Kvitová ha battuto in finale  Andrea Petković per 6-1, 6-3.
- È il 1º titolo dell'anno per Petra Kvitová, il 2° della sua carriera.

### Doppio maschile
Lukáš Dlouhý /  Paul Hanley hanno battuto in finale  Robert Lindstedt /  Horia Tecău per 6-4, rit.

### Doppio femminile
Alisa Klejbanova /  Anastasija Pavljučenkova hanno battuto in finale  Klaudia Jans-Ignacik /  Alicja Rosolska per 6-3, 7-5.